# Круговой перекрёсток

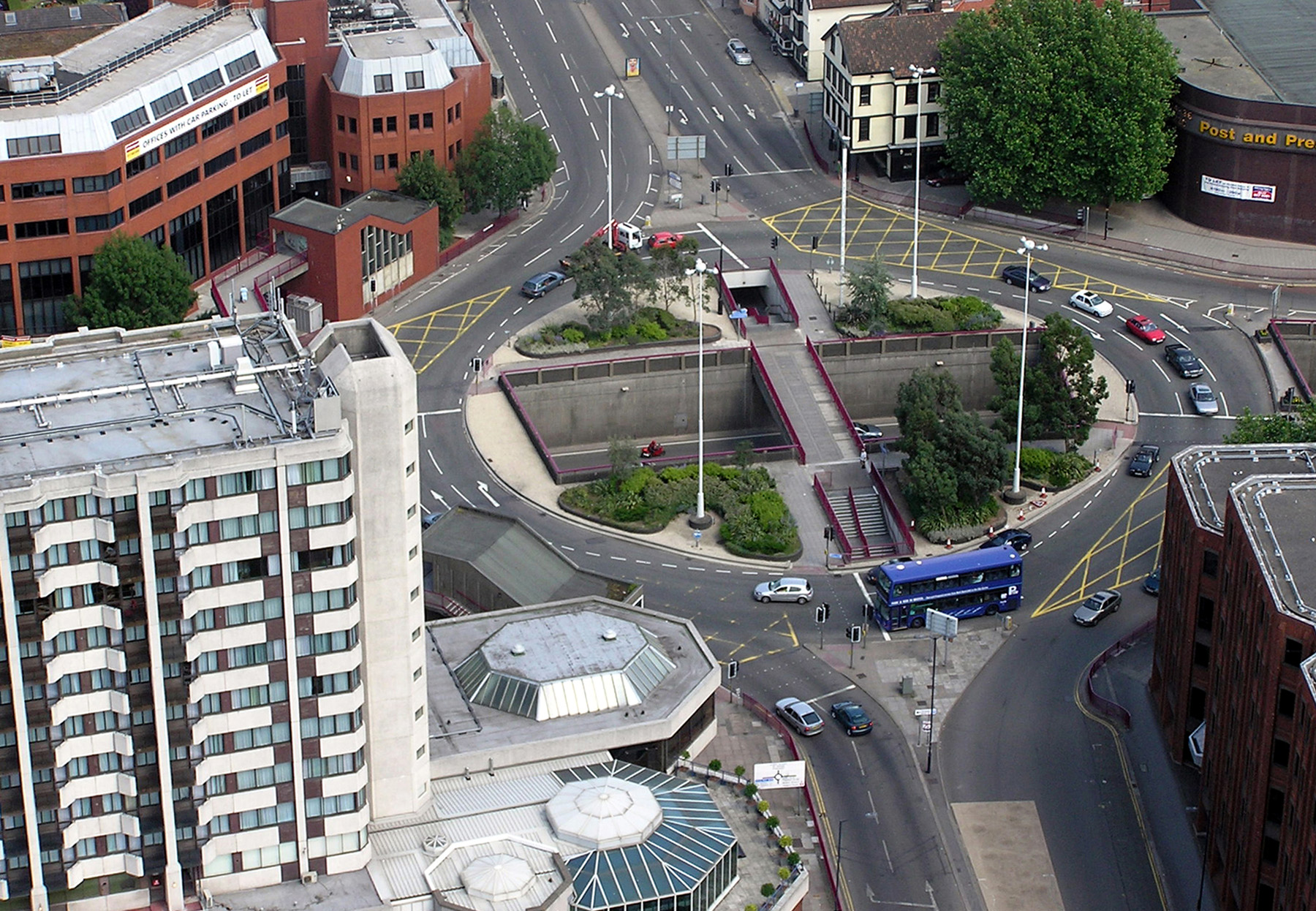
Перекрёсток в Бристоле

Кругово́й перекрёсток или кольцевое пересечение — перекрёсток, где приближающиеся транспортные средства замедляются и начинают круговое движение вокруг центрального «острова» в направлении против часовой стрелки на дорогах с правосторонним движением либо по часовой стрелке на дорогах с левосторонним движением, до выезда на одном из поворотов (ответвлений) с кругового перекрёстка.
Такой перекрёсток обычно не оборудован светофорами и является нерегулируемым. В этом случае приоритет движения транспортных средств может определяться установленными дорожными знаками и/или дорожной разметкой, а также другими правилами проезда перекрёстков.

Знак «Круговое движение» (4.3 в ПДД РФ). Разрешается движение в указанном стрелками направлении

## История
Первый круговой перекрёсток был оборудован в Париже вокруг Триумфальной арки в 1901 году. Колумбус-Серкл в Нью-Йорке был построен в 1904 году. Первый британский круговой перекрёсток последовал в 1909 году (Letchworth Garden City) — он первоначально планировался как остров для пешеходов. Широкое применение началось в середине 1960-х годов, когда английские инженеры усовершенствовали систему ведения потока машин.

## Преимущества и недостатки

### Преимущества

Схема движения на российском кольцевом пересечении

Схема движения на итальянском круговом перекрёстке (с точки зрения российских Правил дорожного движения некоторые автомобили на анимационной картинке въезжают на круг и съезжают с него неправильно. При въезде на круговой перекрёсток осуществляется поворот направо, что должно сопровождаться подачей соответствующего светового сигнала. При отсутствии знаков и разметки «направление движения по полосам» автомобили должны съезжать с крайнего правого ряда на перекрёстке в крайний правый ряд)

Вероятность столкновения на круговом перекрёстке по сравнению с простым пересечением

1. Повышенная безопасность движения. Достигается снижением скорости при приближении к перекрёстку. ДТП из-за меньшей скорости менее тяжёлые, однако количество ДТП несколько больше по сравнению с простым пересечением.
2. Пропускная способность. Пропускная способность (в определённых диапазонах) выше обычного перекрёстка со светофорами, потому что нет фазы «красный для всех».
3. Время ожидания. Время ожидания по сравнению с перекрёстками ниже, так как у кругового перекрёстка обычно нет светофоров и не нужно ждать зелёного света.
4. Количество путей, соединённых перекрёстком. В то время когда сигнальная схема светофоров у перекрёстков с более чем 4 ветвями очень сложна, число возможных ветвей у кругового перекрёстка зависит только от его диаметра.
5. Другие преимущества. Дополнительными преимуществами являются лучший экобаланс (меньше шума, меньше выхлопных газов от ждущих машин) и уменьшение затрат на содержание (нет светофоров). Но имеются и круговые перекрёстки со светофорами, как правило многополосные.

### Недостатки
1. Требуемая площадь. Для оборудования круговых перекрёстков обычно требуется больше площади, чем для обычных. Площадь острова в середине перекрёстка невозможно использовать для движения транспорта. Посадка растений и уход за ними ведут к дополнительным затратам, но украшают перекрёсток.
2. Пешеходы, велосипедисты и мотоциклисты. Нужно быть внимательными как им самим, так и окружающим автомобилям. Едущие по обочине велосипеды и мотоциклы плохо видны в боковое зеркало. Пешеходные пробеги, как правило, увеличиваются.
3. Время ожидания в «часы пик». При очень плотном потоке машины не могут въехать в круг (если приоритет имеют машины, движущиеся по кругу), что приводит к заторам на въездах. Но подобный недостаток можно наблюдать и на обычных перекрёстках.
4. Увеличение риска опрокидывания автотранспорта с высоким центром тяжести из-за превышения скоростного режима

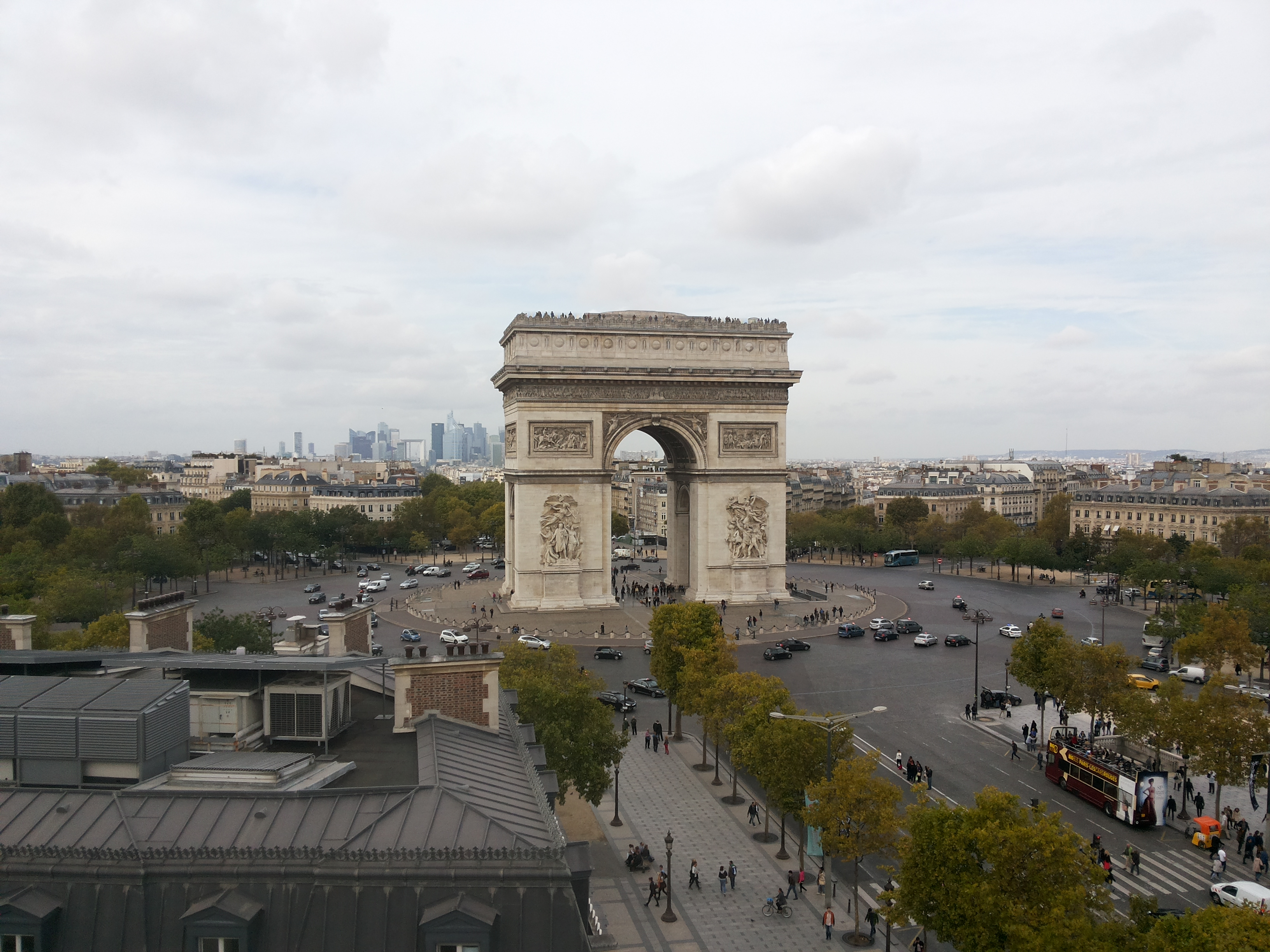
Площадь Шарля де Голля в Париже
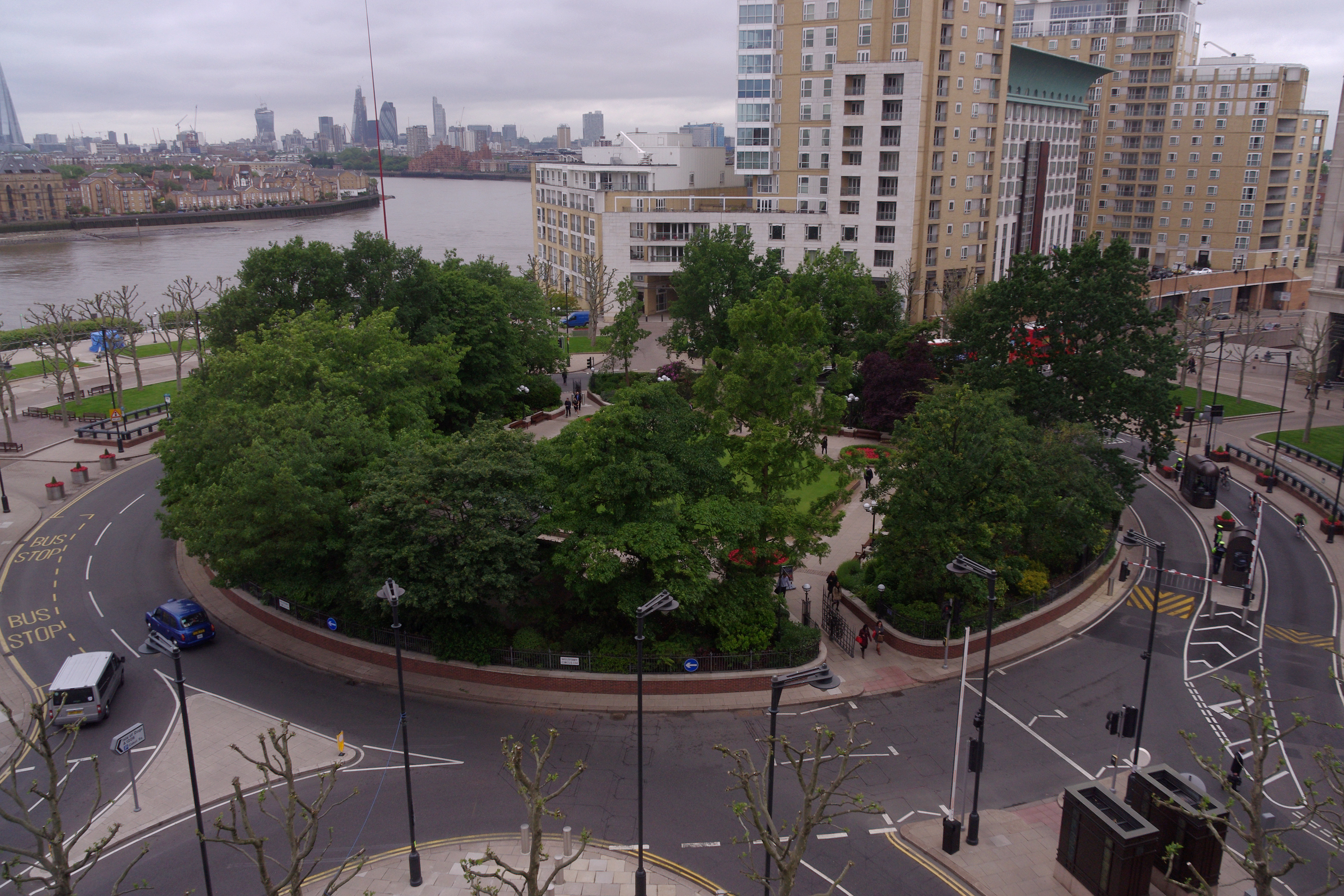
Уэстферри-Сёркус в Лондоне
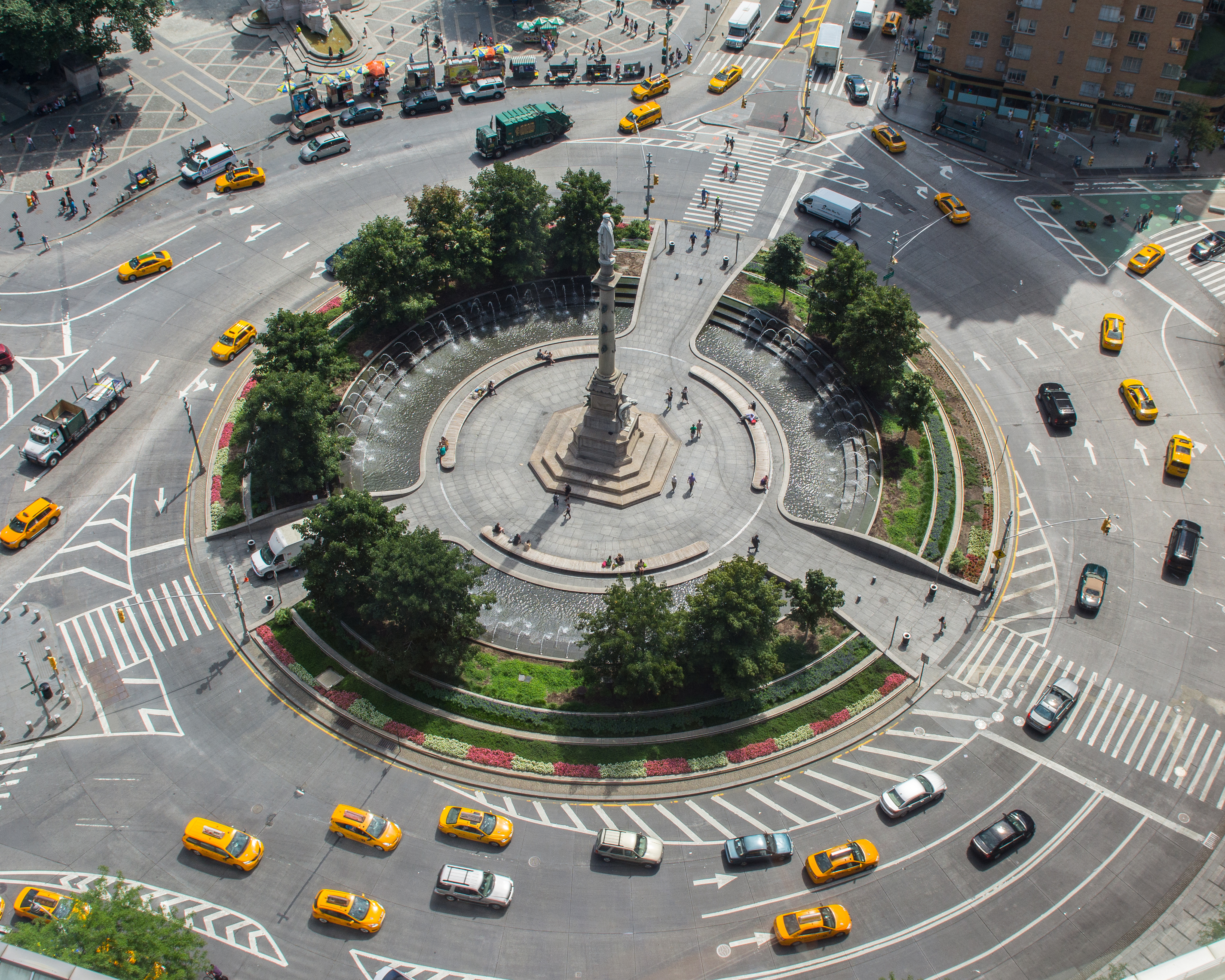
Коламбус-Серкл в Нью-Йорке
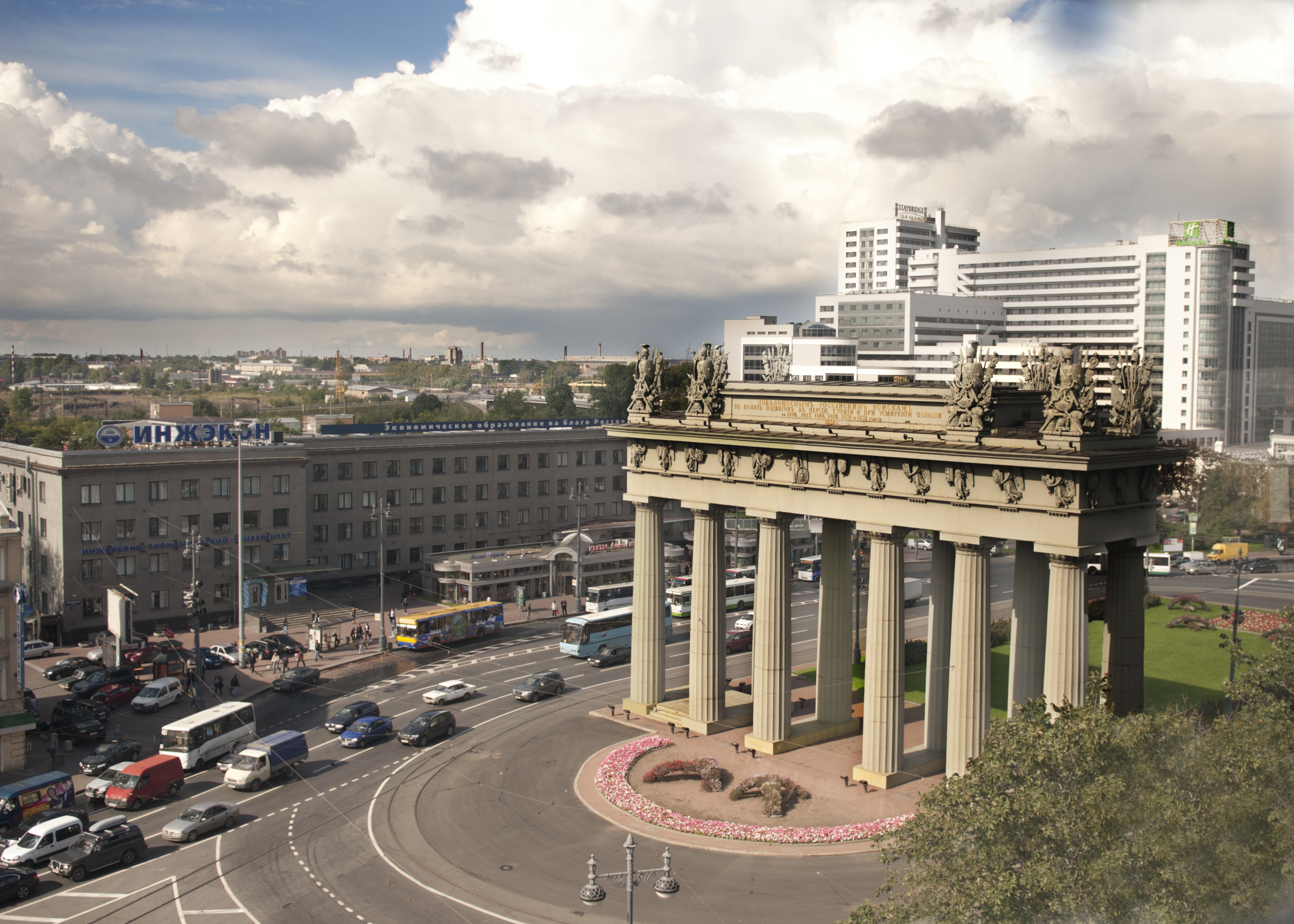
Площадь Московские Ворота в Санкт-Петербурге
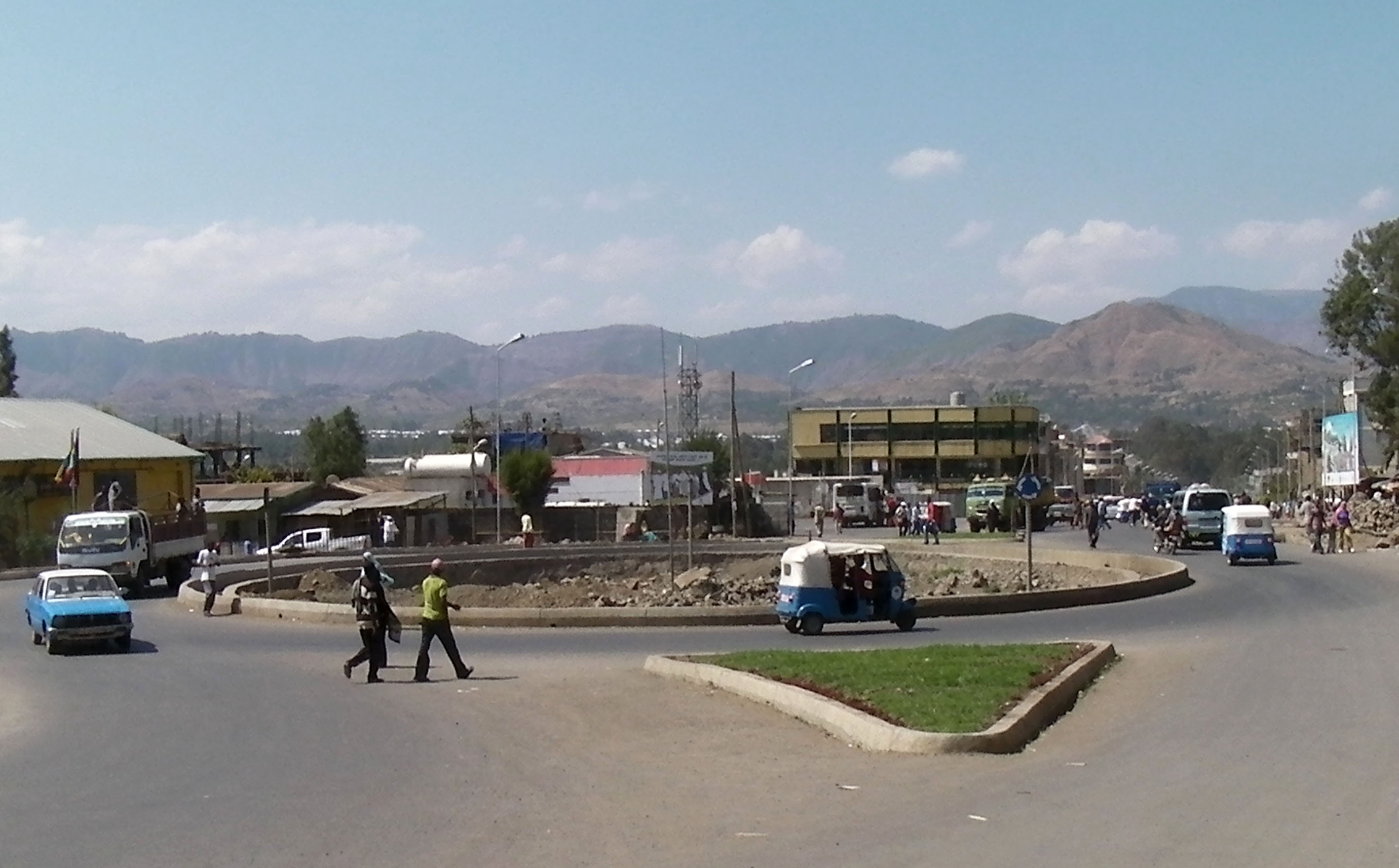
Круговой перекрёсток в Комбольче, Эфиопия
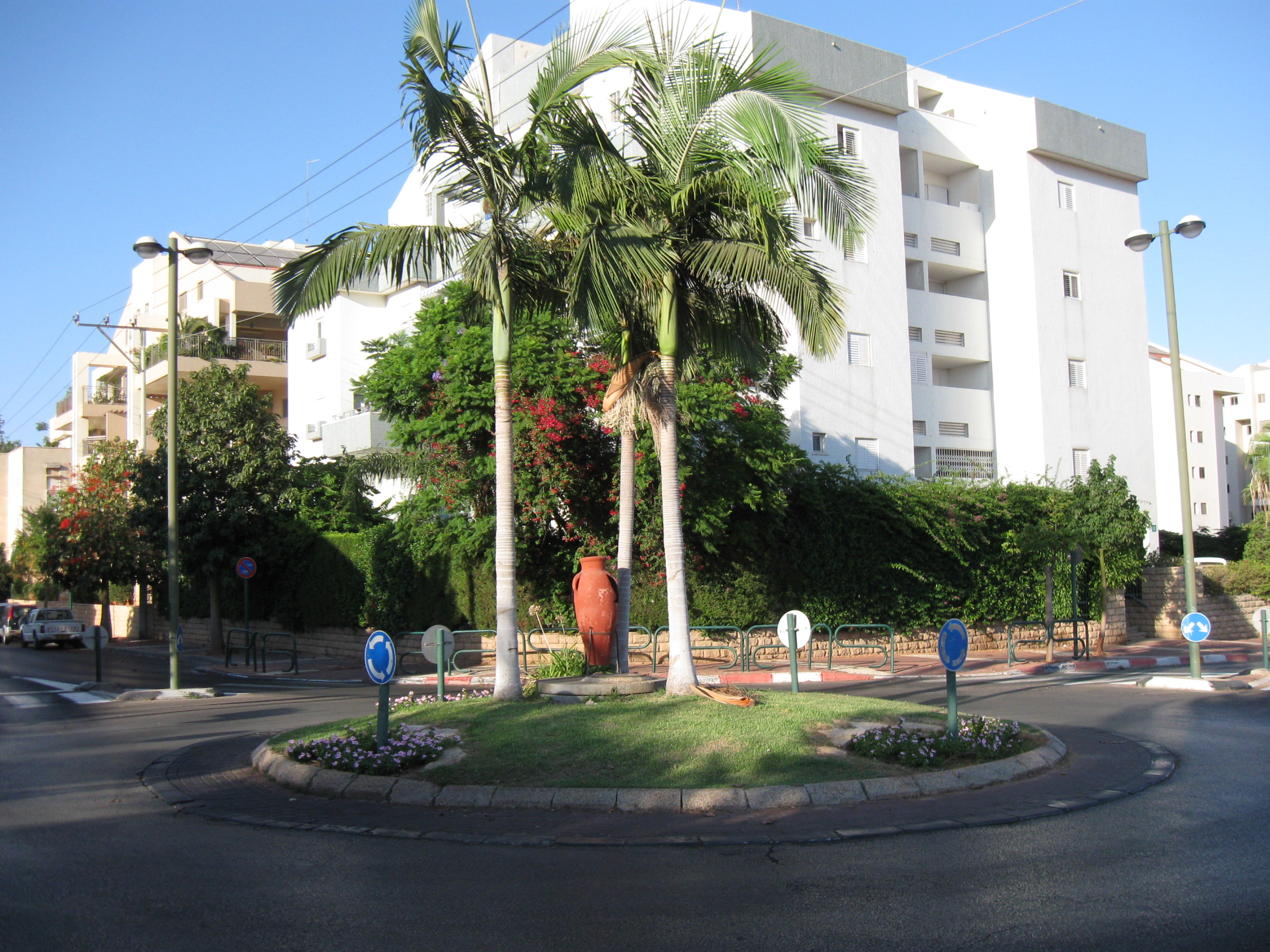
Круговой перекрёсток в городе Кфар-Сава, Израиль
Круговой перекрёсток, образованный разметкой, Южно-Сахалинск

## Турбоперекрёсток

Основная схема голландского турбоперекрёстка

Существуют более сложные варианты круговых перекрёстков, такие как турбоперекрёсток, всё чаще используемый на дорогах Нидерландов. Идея — водитель уже на въезде занимает свой ряд и дальше беспрепятственно едет, ведомый разметкой. Согласно проведённому моделированию, двухполосный турбоперекрёсток способен пропускать на 12-20 % больший поток по сравнению с обычным трёхполосным круговым перекрёстком того же размера.
Преимущества:
- Любой автомобиль попадает в одну-единственную конфликтную точку — на въезде, где он, по европейским правилам, принятым в конце 2010-х и в России, и на Украине, должен уступить кругу.
- Отсюда безопасность и увеличенная пропускная способность.

Недостатки:
- Требует, чтобы разметка была в хорошем состоянии. Без неё непонятно, как ехать. Дублирующие знаки без разметки не подсказывают, что делать и почему то три, то две полосы. Проблема решается физическими разделителями.
- Мало распространены, и потому водители проезжают по привычке, как обычный круг.
- Может не предусматривать разворот, или предусматривать его с некоторых направлений (на рисунке: разворот доступен только с запада и востока). Поиск места для разворота, если пункт назначения на другой стороне большой дороги или водитель пропустил поворот, в больших городах может занять много времени.